# 太陽の石

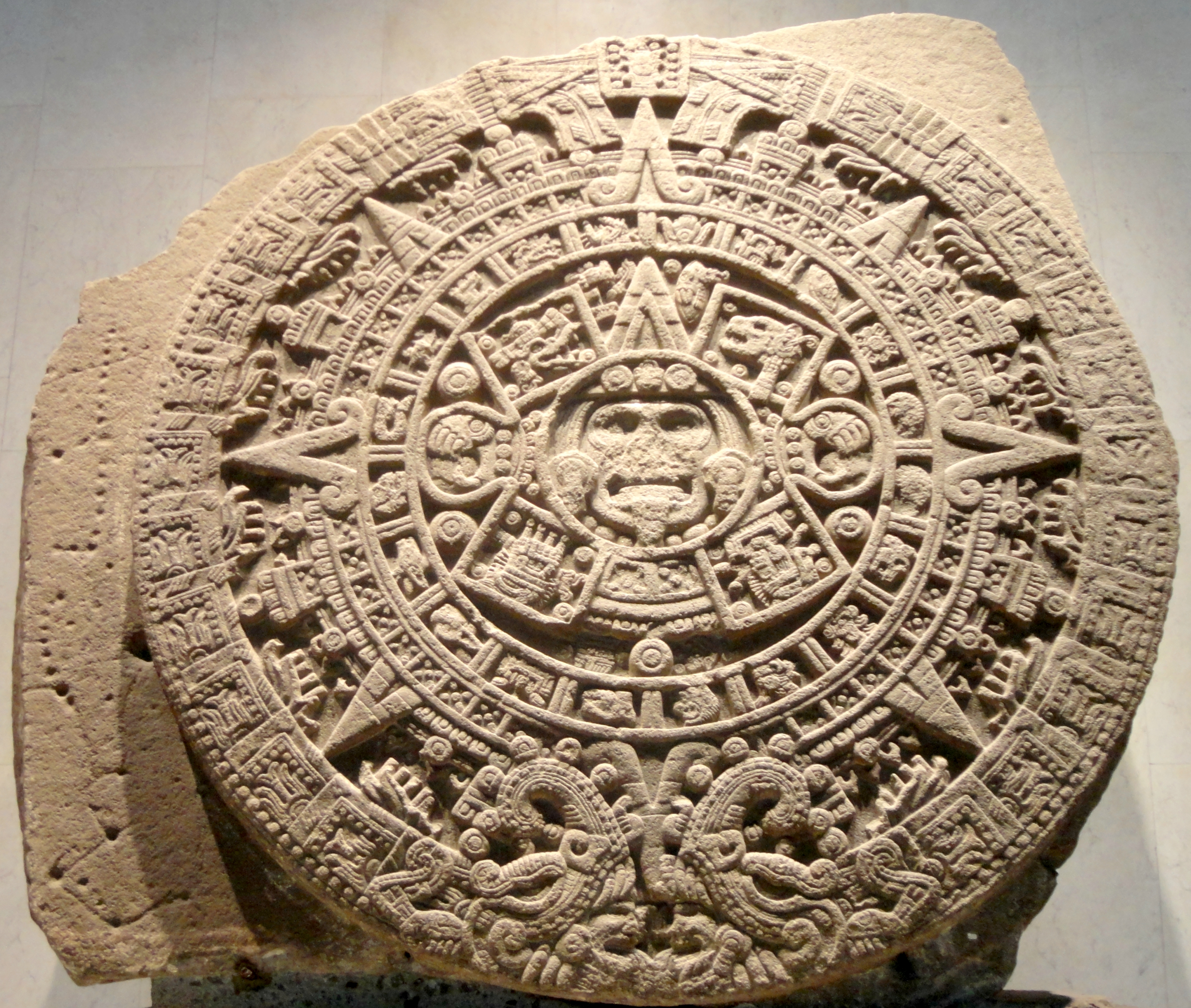
太陽の石（アステカの暦石）

太陽の石（たいようのいし、スペイン語:Piedra del Sol）は、古代アステカのモノリス。アステカの暦石(Calendario Azteca)と呼ばれることもあるが、年月日を知る機能は無いので、厳密には暦ではない。アステカの宇宙観、時間観、歴史観をあらわす石彫の造形物である。
約24トンの玄武岩に直径約3.6メートルの円形のモチーフが彫刻されている。
かつてはアシャヤカトルの治世、西暦1470年代のものと考えられたことがあったが、現在では否定されており、モクテスマ2世の治世（1502年-1521年ごろ）に作られたとされる。
1790年12月17日にメキシコシティの中央広場から発掘され、現在はメキシコ国立人類学博物館に展示されている。

## 記述されている内容
ひとつの解釈では、中央には大地の神であるトラルテクトリの顔が描かれている。その周囲四方の動物は、アステカ神話において現在の時代がはじまる前の4つの時代（4のジャガー、4の風、4の雨、4の水）を象徴している。その周囲には左回りに260日暦（トナルポワリ）を構成する20の日の記号が記されている。その外側の8つの三角形は8つの方角を表し、全世界を象徴している。一番外側にはウィツィロポチトリと関連する一対のシウコアトル（火の蛇、頭が一番下にある）が描かれている。一番上には「十三の葦」の日付が記されているが、これは現在（第5）の時代のはじまりの年であると同時に、アステカ帝国を建てたイツコアトルの即位の年でもあり、天地創造とアステカ帝国の建国を一致させ、アステカによる支配を正当化するための重要な年だった。全体としてアステカ帝国が全世界を支配することが正当であることを示しているという。
別の解釈では、中央の顔は昼の太陽とも夜の太陽とも言われるが不明とし、ただ口から舌を出しているのは血と肉を求めていることを示しているとする。外周のシウコアトルが天上の王国を、中央の顔の左右に描かれたジャガーの口が地上の王国を表す。20の日の記号は暦によって天の王国と地の王国を結び合わせることを示す。石板のあちこちに描かれている生き物は暦の体系にしたがって変身を行うとする。
デイヴィッド・ステュアートは中央の顔をモクテスマ2世の肖像とする新説を主張している。

## 類似の遺物
太陽の石によく似た図像は、ティソクの石、モテクソマの石、聖戦のテオカリなどに見られる。

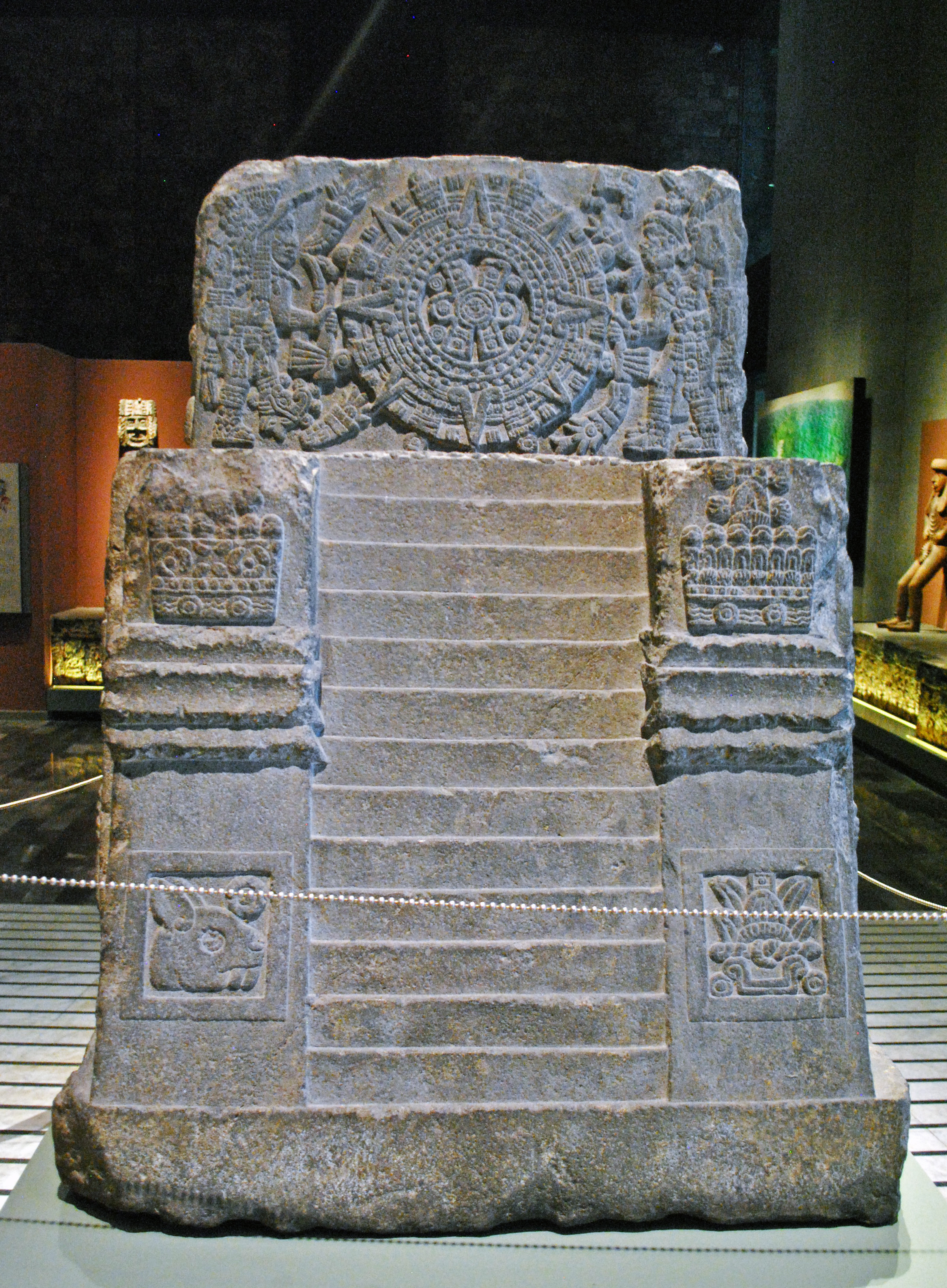
聖戦のテオカリ。上部に太陽の石に似た円盤が刻まれ、その中央には「4の動き」が描かれる。階段の両脇に過去の4つの時代が示されている。
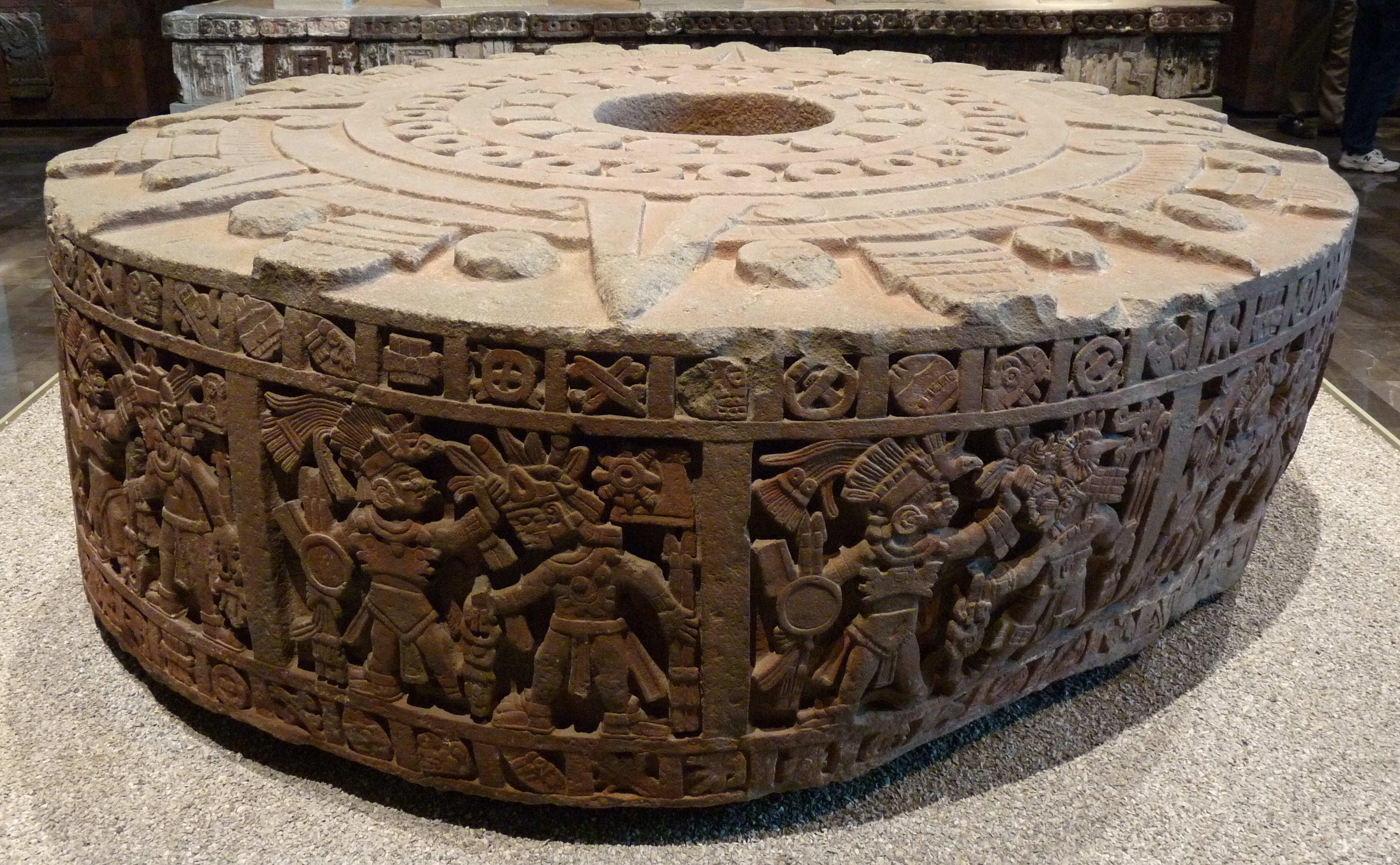
モクテスマの石。側面にはモクテスマ1世による征服が記される。
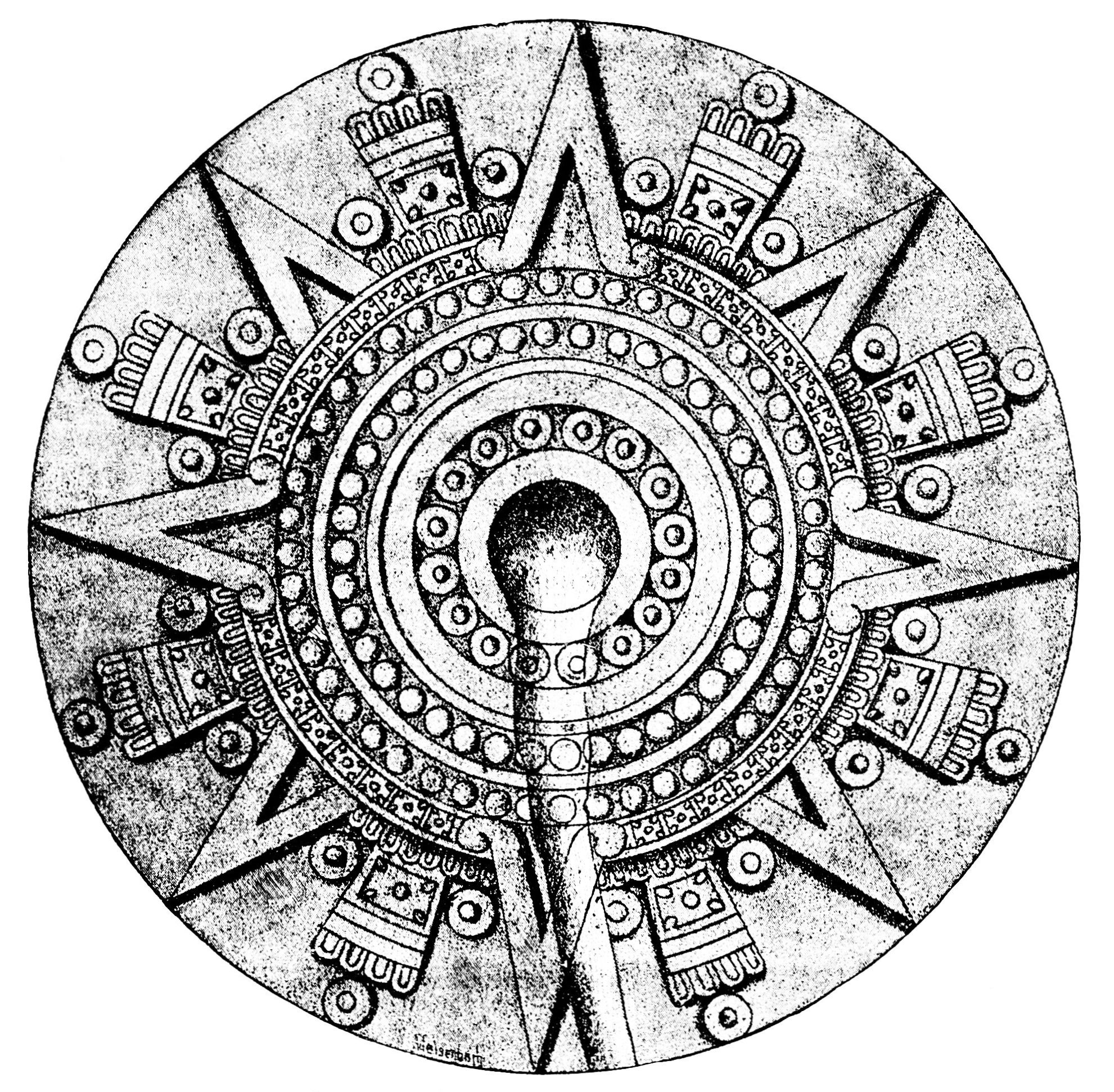
ティソクの石を上から見たところ。側面にはティソクによる征服が記される。